# ديارال بلهيج (تريم)
'

تعديل مصدري - تعديل

ديارال بلهيج هي إحدى قرى عزلة تريم بمديرية تريم التابعة لمحافظة حضرموت، بلغ تعداد سكانها 75 نسمة حسب تعداد اليمن لعام 2004.